# Lupstein
Lupstein – miejscowość i gmina we Francji, w regionie Grand Est, w departamencie Dolny Ren.
Według danych na rok 1990 gminę zamieszkiwały 693 osoby, 89 os./km². W Lupstein urodził się niemiecki misjonarz Alois Kayser.